# Isabella van Toron
Isabella van Toron (ca.1166 - overleden tussen 1192-1229) stond ook wel bekend onder de namen Isabelle en Zabel. Ze was een dochter van Humfred III van Toron en Stephanie van Milly. Isabella was titulair vrouwe van Toron (het is maar zeer de vraag of ze Toron daadwerkelijk in haar bezit heeft gehad) en prinses-gemalin van Armenië, door haar huwelijk met Ruben III van Armenië.

## Levensloop
Isabella was de oudste van twee kinderen, ze had nog een jongere broer Humfred. Hun vader stierf toen beiden nog minderjarig waren en hun moeder huwde daarna met Miles van Plancy. Toen deze niet lang daarna overleed werd hun moeder uitgehuwelijkt aan Reinoud van Châtillon. Uit dit huwelijk werd Raymond geboren, die jong overleed en een dochter Alice die later trouwde met Azzo VI van Este.
In 1181 ging Ruben III, prins van Armenië op pelgrimstocht naar Jeruzalem en daar op 4 februari 1182 trouwde hij met Isabella mede door tussenkomst van haar moeder Stephanie. Het jaar daarna trouwde haar jongere broer met de nog minderjarige Isabella van Jeruzalem. Ruben en Isabella waren maar vijf jaar getrouwd, in deze periode schonk ze Ruben twee dochters.
- Alice van Armenië (1182 – na 1234), de eerste vrouw van Hethum van Sassoun. Daarna trouwde zij met graaf Raymond IV van Tripoli, en vervolgens met Vahram van Korikos
- Philippa (1183 – voor 1219), haar eerste huwelijk met Shahanshah van Sassoun, een tweede huwelijk met Theodoros I Laskaris, keizer van Nicea.

In 1183 werd Ruben III gevangengenomen door Bohemund III van Antiochië. Hij was op dat moment op bezoek in Antiochië. Hij werd weer vrijgelaten na het betalen van een groot losgeld aan de prins van Antiochië. In 1187 deed Ruben III afstand van de troon ten gunste van zijn broer Leo. Isabella is dan niet langer prinses-gemaal. Ruben III trok zich terug in het klooster Drazark waar hij overleed,  achterlatend Isabella met hun twee minderjarige dochters.
Isabella hertrouwde nooit meer na Rubens dood. Haar zwager Leo I was in eerste instantie regent voor haar dochters Alice en Phillipa, maar schoof de twee vrouwen terzijde en wees een van zijn eigen kinderen aan als troonopvolger. Isabella's dochters werden beiden uitgehuwelijkt in 1189. In 1193 waren hun beider echtgenoten al gestorven of vermoord. Het is tot op heden niet bekend wanneer Isabella precies is overleden. Er wordt aangenomen dat ze tussen 1192 en 1229 overleed, al overleefde ze haar man en ook wordt er gedacht dat ze haar jongste dochter, die rond 1229 stierf, overleefde. Na Isabella's dood verwierf haar oudste dochter Alice de rechten over Toron en Oultrejordain. Toron werd teruggegeven na het verdrag van Jaffa in 1229 en Alice werd daarbij erkend als Vrouwe van Toron.